# Demokratische Republik Aserbaidschan
Die Demokratische Republik Aserbaidschan (Aserbaidschanisch: اذربايجان دموْکراطیک رسپۇبلیکاسی, romanisiert: Azərbaycan Demokratik Respublikası; kurz: ADR) war nach der Volksrepublik Krim die erste demokratische und säkulare Republik in der muslimischen Welt. Daneben wurde Aserbaidschan von den Anhängern des Kommunismus auch als „Volksrepublik Aserbaidschan“ (aserbaid.: اذربایجان خلق جۇمهۇریتی, roman.: Azərbaycan Xalq Cümhuriyyəti, kurz: AXC) deklariert, sodass heute beide Bezeichnungen synonym verwendet werden.
Die demokratische Republik wurde am 28. Mai 1918, nach dem Zerfall des Russischen Reiches, von der Aserbaidschanischen Nationalversammlung in Tiflis gegründet und grenzte im Norden an Russland, im Nordwesten an die Demokratische Republik Georgien, im Westen an die Demokratische Republik Armenien und im Süden an Persien. Der Staat hatte eine Fläche von etwa 100.000 km² und eine Bevölkerung von 6 Millionen. Gəncə war anfangs die Hauptstadt, als Baku noch unter bolschewistischer Kontrolle stand.
Unter den wichtigsten Errungenschaften des Parlamentes war die Ausweitung des Wahlrechts der Frauen. Mit der Einführung des Frauenwahlrechts war die Demokratische Republik Aserbaidschan nicht nur der erste mehrheitlich muslimische Staat, der Frauen die gleichen politischen Rechte gab wie Männern, sondern einer der ersten Staaten weltweit.
Die heutige Republik Aserbaidschan betrachtet sich als Rechtsnachfolger der Demokratischen Republik Aserbaidschan.

## Gründung ab 1917
Nach der Februarrevolution 1917 wollten die Aserbaidschaner wie viele andere ethnische Minderheiten in Transkaukasien eine Abspaltung von Russland. In den Provinzen und Distrikten, in denen die Aserbaidschaner einen bedeutenden Anteil der Bevölkerung ausmachten, wurden Muslimisch-Nationale Konzile gegründet.
Die Februarrevolution bewirkte die Abspaltung des Südkaukasus. Zar Nikolaus II. wurde abgesetzt und das Vizekönigtum des Kaukasus durch die russische provisorische Regierung am 18. März 1917 aufgelöst. Alle Autorität wurde außer in den Gebieten, in denen die Armee aktiv war, dem „Besonderen Transkaukasisches Komitee“ (russisch Особый Закавказский Комитет (ОЗАКОМ), Osoby Sakawkasski Komitet (OSAKOM)) übertragen. Am 27. März 1917 kamen Delegierte der Muslimisch-Nationalen Konzile zusammen und wählten ein Zentralkomitee, das aus Mammad Hasan Hajinski, Mammed Amin Rasulzade, Alimardan Topchubashev, Fatali Khan Khoyski und anderen Gründern der späteren ADR bestand.
Vom 31. März bis 2. April kam es zu Massakern an muslimischen Menschen in und um Baku. So wurde Tiflis das Hauptquartier der Aserbaidschanischen Nationalbewegung. Nachdem die Transkaukasische Demokratisch-Föderative Republik am 26. Mai 1918 auseinandergebrochen war, benannte sich der aserbaidschanische Teil der ehemaligen Föderation in Aserbaidschanischer Nationalkongress um. Schnell übernahm er parlamentarische Funktionen und verkündete die Gründung der ADR am 28. Mai 1918. Der Kongress traf aber auf den Widerstand der Ultranationalisten, die ihn als zu links ansahen. Der Kongress wurde nach der Eröffnung des Parlamentes am 7. Dezember 1918 aufgelöst.

## Politik

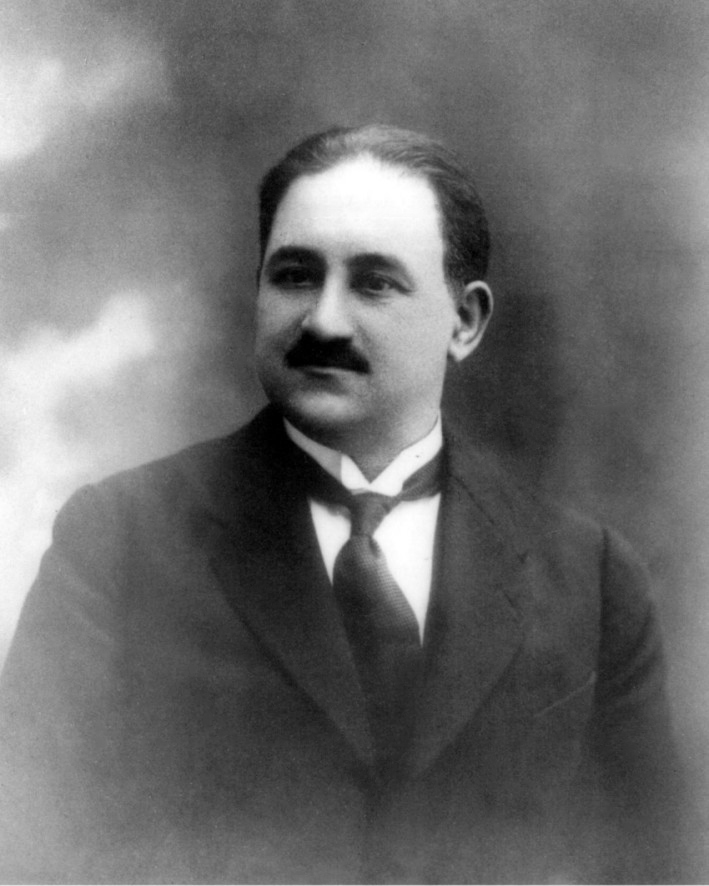
Sprecher des ADR, Mammed Amin Rasulzade

Für die ADR wurde eine Regierungsform entwickelt, in der das Parlament – gewählt auf Grundlage universeller, freier und proportionaler Repräsentation – das höchste Organ der Staatsmacht war, das wiederum einem Ministerkabinett Verantwortung für einzelne Ressorts übertrug. Fatali Khan Khoyski wurde der erste Premierminister.
Neben der Mehrheit der aserbaidschanisch-nationalistischen Müsavat-Partei („Gleichheit“) gab es im Parlament noch die Parteien Əhrar (Liberale), Ittihad („Union“ – Islamisten), die Muslimisch-Sozialdemokratische Partei und Vertreter der Armenier (21 von 120 Sitzen), der Russen, der Polen, der Juden und der Deutschen. Einige Mitglieder unterstützten panislamische und pantürkische Ideen.
Obwohl die Republik nur zwei Jahre lang bestand, konnte das mehrparteiliche aserbaidschanische Parlament und die Koalitionsregierungen große Fortschritte in den Bereichen Staatsaufbau, Erziehung, Armeegründung, Finanzen, Wirtschaftssysteme, internationale Anerkennung der AXC als Staat, diplomatische Beziehungen mit einer Anzahl von Staaten, das Schreiben einer Verfassung oder gleiche Rechte für alle erreichen. Eine andere wichtige Leistung der ADR war die Gründung der staatlichen Universität Baku, die die erste moderne Universität des Landes war.
Dies war eine wichtige Grundlage für die Wiedererrichtung der Republik Aserbaidschan 1991.

### Innenpolitik

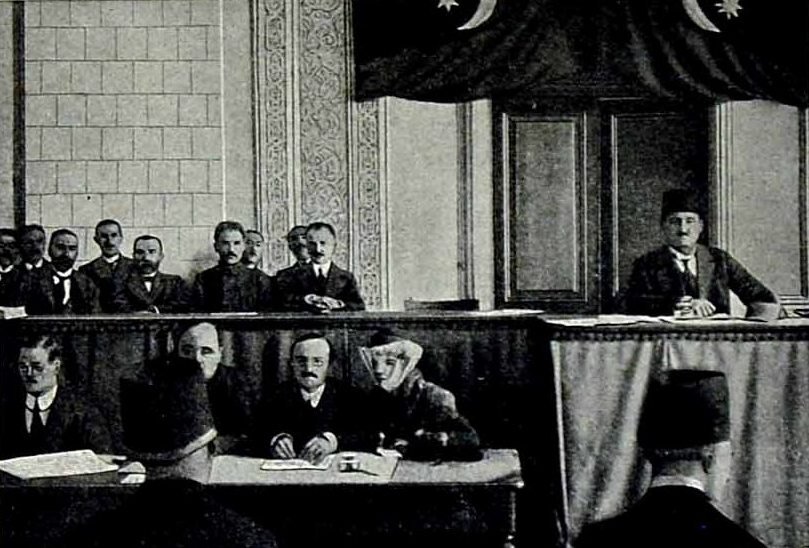
Im Sitzungssaal des Parlaments, die Trikolore angehoben. 7. Dezember 1918

Das politische Leben in der ADR war von der Müsavat-Partei, die die Wahlen 1917 gewann, geprägt. Das erste Parlament wurde am 5. Dezember 1918 eröffnet. Die Müsavat stellte 38 von 125 Abgeordneten. Mit anderen unabhängigen Kandidaten bildete die Müsavat die größte Fraktion.
Die Republik wurde insgesamt von fünf Regierungen regiert. Alle Regierungen bestanden aus Koalitionen der Müsavat mit anderen Parteien wie den Muslimisch-Sozialistischen Block, die Unabhängigen, Ehrar, die Muslimisch-Sozialdemokratische Partei. Die konservative Ittihad-Partei war die große Oppositionspartei, die nie an den Regierungen beteiligt war, außer einem Mitglied, das Generalinspektor in der letzten Regierung war. Der Premierminister der ersten drei Regierungen war Fatali Khan Khoyski, der der letzten zwei Regierungen Nasibbek Usubbekov. Die Bildung der sechsten Regierung wurde Mammed Hasan Hajinski übertragen. Er konnte aber wegen der großen Opposition im Parlament, fehlender Zeit und der Invasion der Bolschewiki keine Regierung bilden. Der Parlamentsvorsitzende Alimardan Topchubashev wurde als Staatsoberhaupt angesehen. Er repräsentierte Aserbaidschan bei der Pariser Friedenskonferenz 1919.

### Außenpolitik

#### Völkerbund
Zwischen 1918 und 1920 hatte die Republik diplomatische Beziehungen zu mehreren Staaten. Es wurden Verträge über Beziehungen abgeschlossen. 16 Staaten hatten Vertretungen in Baku. Die Regierung blieb stets neutral im Bezug des Russischen Bürgerkrieges und stellte sich weder an die Seite der Roten Armee noch der Weißen Armee.
Wegen der Okkupation und dem Ende der Existenz der ADR am 27./28. April 1920 wurde die Anfrage auf die De-jure-Anerkennung und Mitgliedschaft im Völkerbund vom 1. November am 24. November 1920 abgewiesen.

#### Beziehungen zur Entente

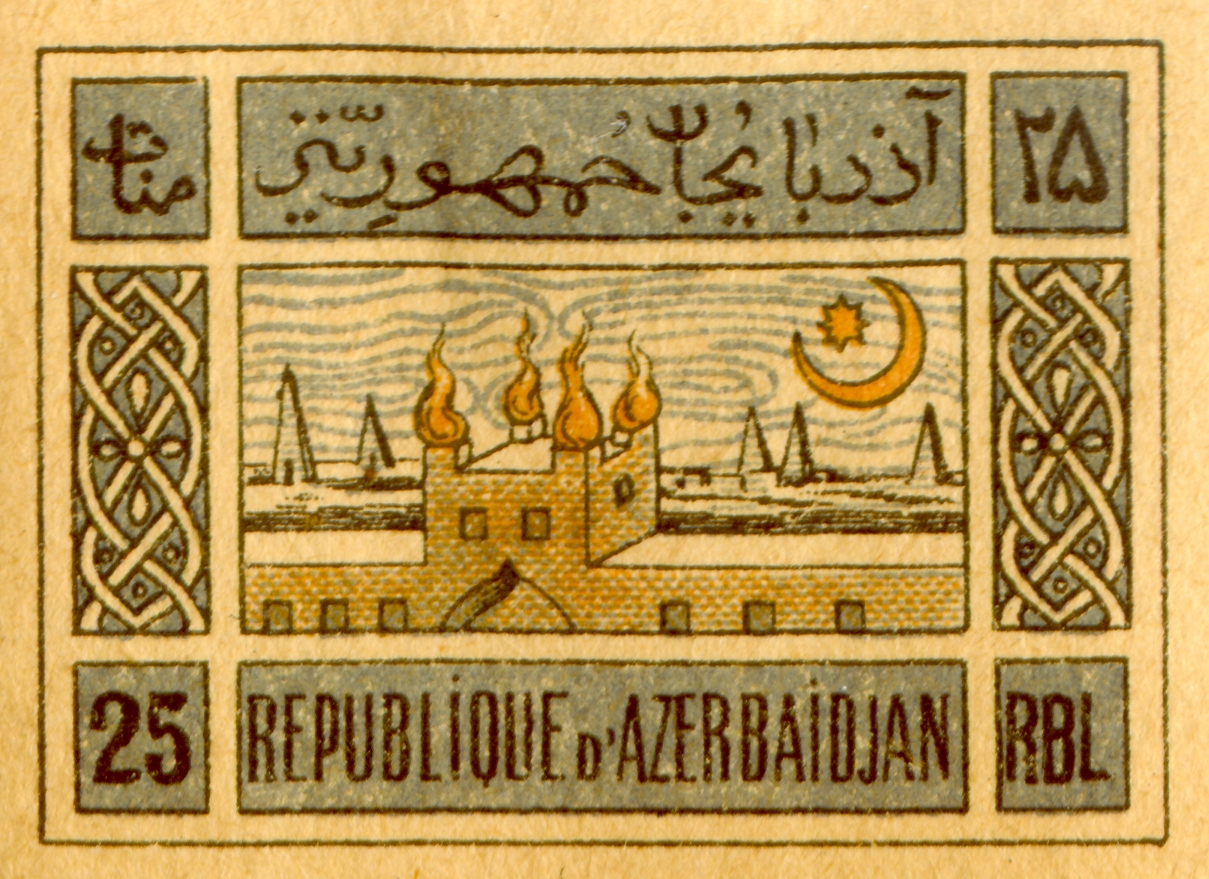
Eine Briefmarke von 1919 mit der Abbildung des Ateschgah von Baku

Die aserbaidschanische Delegation nahm an den Friedensverhandlungen 1919 in Paris teil. Bei ihrer Ankunft übergab die Delegation Woodrow Wilson ein Schreiben, das folgende Forderungen umfasste:
1. Die Unabhängigkeit Aserbaidschans soll anerkannt werden.
2. Das Wilson’sche Prinzip soll auch auf Aserbaidschan angewendet werden.
3. Die Aserbaidschanische Delegation soll an der Friedenskonferenz teilnehmen.
4. Aserbaidschan soll Mitglied der Völkerbundes werden.
5. Das US-amerikanische Kriegsministerium soll Aserbaidschan militärische Hilfe zukommen lassen.
6. Diplomatische Beziehungen zwischen den USA und der Republik Aserbaidschan sollen aufgebaut werden.

Präsident Wilson gab der Delegation eine Audienz, bei der er sich aber kalt und unsympathisch verhielt. Wie die aserbaidschanische Delegation der Regierung in Baku mitteilte, solle Wilson gesagt haben, dass die Konferenz die Welt nicht in kleine Stücke teilen wolle. Wilson riet den Aserbaidschanern, dass es besser für sie wäre, eine Konföderation aller transkaukasischen Völker anzustreben, und dass diese Konföderation auf Basis eines Völkerbundmandates gewisse Macht erreichen könne. Die aserbaidschanische Frage könne, so Wilson abschließend, nicht verhandelt werden, solange die russische Frage noch ungelöst sei.
Trotz Wilsons Einstellung erweiterte am 12. Januar 1920 das Alliierte Oberste Gericht die De-facto-Anerkennung von Aserbaidschan zusammen mit Georgien und vor Armenien.
Das Bulletin d’information de l’Azerbaidjan schrieb dazu:

„Das Oberste Gericht erkannte bei einer ihrer letzten Sitzungen die de facto Unabhängigkeit der kaukasischen Republiken Aserbaidschan, Georgien und Armenien an. Die Delegationen aus Aserbaidschan und Georgien wurden durch M. Jules Cambon vom Aussenministerium am 15. Januar 1920 in Kenntnis gesetzt.“

Darüber hinaus wurde im britischen Unterhaus der Sekretär für Außenbeziehungen Hamar Greenwood gefragt, wann die Anerkennung auf Aserbaidschan, Georgien und Armenien ausgeweitet wurde und ob es im Zusammenhang mit der Anerkennung offizielle Vertreter ausgetauscht und die Grenzen der Transkaukasischen Republiken definiert wurden. Greenwood antwortete:

„Instruktionen wurde zum britischen Oberkommissar der georgischen und aserbaidschanischen Regierungen gesendet, dass die Alliierten Mächte, die im Obersten Konzil vertreten sind, entschieden haben Georgien und Aserbaidschan eine De-facto-Anerkennung zu garantieren, aber dass diese Entscheidung nicht die Frage nach den jeweiligen Grenzen vor entscheidet … Es gab keinen Wechsel in der Repräsentation als ein Ergebnis der Anerkennung; wie vorher hat die Regierung ihrer Majestät einen britischen Oberkommissar für den Kaukasus mit Hauptquartier in Tiflis, und die drei Republiken haben ihre ernannten Repräsentanten in London …“

Die Alliierten akzeptieren die Republiken teilweise wegen der Furcht vor dem „Bolschewismus“, aber ihre Aktionen gegen den Bolschewismus gingen zumindest im Transkaukasus nicht über reine Worte hinaus.

#### Beziehungen zu Persien
Die Entscheidung den Namen Aserbaidschan zu benutzen, erzeugte einigen Protest aus Persien. Nach Tadeusz Swietochowski:

„Obwohl die Proklamation ihren Anspruch nur auf das Territorium nördlich des Aras begrenzte, würde der Gebrauch des Namens Aserbaidschan bald Einwände aus dem Iran bringen. In Teheran wurden Verdächtigungen geäußert, dass die Republik Aserbaidschan als ein osmanisches Instrument dazu diene die Provinz Täbris vom Iran abzutrennen. Ebenso fragte die nationale revolutionäre Jangali Bewegung in Gilan, die sonst die Unabhängigkeit jedes muslimischen Landes als Quelle der Freude begrüßte, in seiner Zeitung, ob die Wahl des Namens Aserbaidschan die Sehnsucht der neuen Republik impliziert sich dem Iran anzuschließen. Wenn ja, so sagen sie, sollte es klar gesagt werden, andererseits würden die Iraner dagegen sein, dass sich die Republik Aserbaidschan nennt. Folglich würde die aserbaidschanische Regierung entgegenkommend, um die iranischen Ängste zu beschwichtigen, den Begriff Kaukasisches Aserbaidschan in ihren Dokumenten fürs Ausland benutzen.“

Am 16. Juli 1919 ernannte der Ministerrat der ADR Adil Khan Ziatkhan, der bis dahin als stellvertretender Außenminister arbeitete, als diplomatischen Repräsentanten Aserbaidschans am Hofe des persischen Schahs. Eine persische Delegation unter Seyyed Zia al Din Tabatabai kam nach Baku, um über Durchfahrt, Zoll, Post, Güter und anderen solcher Themen zu verhandeln. Reden wurden gehalten, um das gemeinsame Band zwischen kaukasischem Aserbaidschan und Iran zu betonen.

## Territoriale Dispute

Territoriale Forderungen Aserbaidschans zur Friedenskonferenz 1919.

So wie ihre Gegenstücke im Kaukasus waren die frühen Jahre der Existenz der ADR durch Grenzstreitigkeiten geprägt. Im Einzelnen bestanden diese aus Streitigkeiten mit Armenien um Naxçıvan, Bergkarabach und Sangesur (heute die armenischen Provinzen Syunik und das aserbaidschanische Rayon Qazax) und mit Georgien um Balakan, Zaqatala und Qax. Die ADR forderte auch Gebiete der Bergrepublik des Nordkaukasus, aber sie bestanden nicht so sehr auf diese Ansprüche wie auf die Ansprüche gegen Armenien und Georgien. Von dem 113.900 km² großen Territorium, das die aserbaidschanische Republik beanspruchte, waren 16.900 km² mit ihren Nachbarstaaten umstritten, etwa zu gleichen Teilen mit Georgien und Armenien. Während mit Georgien durch wechselseitigen Verzicht auf die vom jeweils anderen Staat beanspruchten Gebiete ein akzeptierter Grenzverlauf festgelegt werden konnte, blieb der Konflikt mit Armenien ungelöst.

### Krieg mit Armenien
Baku wurde erst im September 1918 Hauptstadt der ADR. Bis dahin war die Aserbaidschanische Nationalbewegung erst in Tiflis, dann in Gəncə ansässig. Baku wurde vorher von verschiedenen Mächten beherrscht. Der Oktoberrevolution folgend, bildete sich dort ein lokaler Sowjet: die Baku-Kommune (November 1917 bis 31. Juli 1918). Die Kommune setzte sich aus 85 Sozialrevolutionären und linken-sozialistischen Revolutionären, 48 Bolschewiken, 36 armenisch-nationalistischen Daschnaken, 18 Müsavat-Mitgliedern und 13 Menschewiki zusammen.
Der armenische Bolschewik Stepan Schaumjan und der georgische linkssozialistische Revolutionär Prokopius Dzhaparidze wurden zu Vorsitzenden des Rates der Volkskommissare der Kommune Bakus gewählt. Der Bakuer Sowjet war mit der entstehenden Transkaukasischen Föderation zerstritten und unterstützte die bolschewistische Politik in vielen Bereichen außer dem Friedensvertrag mit dem Osmanischen Reich. Zwischen den verschiedenen Fraktionen herrschte eine schwierige Ruhe, bis der Vertrag von Brest-Litowsk die Schwäche der Koalition offenlegte.
Im März 1918 nahmen die ethnischen und religiösen Spannungen zu, und der armenisch-aserbaidschanische Konflikt in Baku begann. Die Parteien Müsavat und Ittihad wurden von den Bolschewiki und deren Verbündeten als Pantürkisten bezeichnet. Armenische und muslimische Milizen griffen sich in bewaffneten Konfrontationen an, wobei die formell neutralen Bolschewiki die armenische Seite unterstützten. Alle nicht aserbaidschanischen politischen Gruppen der Stadt schlossen sich den Bolschewiki gegen die Muslime an: Bolschewiki, Daschnaken, Sozialrevolutionäre, Menschewiki und sogar die anti-bolschewistischen Kadetten fanden sich zum ersten Mal auf der gleichen Seite der Barrikaden, weil sie alle für die „russische Sache“ kämpften. Indem sie die Aserbaidschaner mit den osmanischen Türken gleichsetzten, begann die Daschnakzutjun Massaker gegen die Aserbaidschaner als Rache für den armenischen Völkermord im Osmanischen Reich. Zwischen 3000 und 12.000 Muslimen wurden in den so genannten „März-Tagen“ ermordet. Die Muslime wurden aus Baku verwiesen oder gingen in den Untergrund. Zur selben Zeit war die Bakuer Kommune in schwere Kämpfe mit der vorrückenden osmanisch-kaukasischen „Armee des Islam“ in und um die Stadt Gəncə verwickelt. Größere Kämpfe brachen in Yevlakh and Agdash aus, wo die Türken von Daschnaken und russischen Kräften gefunden und besiegt wurden.
Der bolschewistische Bericht über die Ereignisse im März 1918 in Baku wurde von Victor Serge im Werk Year One Of the Russian Revolution dargelegt:

„Der von Schaumyan geführte Sowjet in Baku machte sich in der Zwischenzeit zum Herrscher des Gebietes, diskret aber unmissverständlich. Nach dem muslimischen Aufstand am 18. März musste er eine Diktatur einführen. Der Aufstand, der von der Müsavat angestiftet worden war, stellte die tatarische und türkische Bevölkerung, geführt von der reaktionären Bourgeoisie, gegen den Sowjet, der aus Russen mit armenischer Unterstützung bestand. Die Rassen begannen sich auf den Strassen abzuschlachten. Die meisten der türkischen Hafenarbeiter (die Ambal) standen entweder neutral oder unterstützten die Roten. Die Auseinandersetzung wurde durch die Sowjets gewonnen.“

Schaumyan entsandte armenische Kämpfer der Daschnakzutjun in den Osten Aserbaidschans, wo sie in Şamaxı und Quba Massaker anrichteten, bei denen etwa 8000 bzw. 4000 Menschen starben.
Vom 11. Mai bis 4. Juni berieten Armenier und Aserbaidschaner sowie Vertreter des Osmanischen Reichs auf der Konferenz von Batum über ihre Gebietsansprüche. Auf Drängen der osmanischen Delegation trat Aserbaidschan Jerewan an die Armenier ab, die selbst wiederum große Gebiete an das osmanische Reich verloren.
Im Sommer 1918 verstießen die Daschnaken mit den Sozialrevolutionären und den Menschewiki die Bolschewiki, die es ablehnten die Briten um Hilfe zu bitten, und gründeten die Zentralkaspische Diktatur (1. August 1918 bis 15. September 1918). Die Zentralkaspische Diktatur wurde vom Vereinigten Königreich unterstützt. Die Briten schickten ein Expeditionskorps, um den Armeniern und Menschewiki zu helfen. 26 fliehende Bakuer Kommissare der Sowjetkommune wurden von britischen Truppen in Turkmenistan gefangen genommen und durch ein Erschießungskommando exekutiert. Die Absicht der britischen Truppen, die durch Generalmajor Lionel Dunsterville geführt wurden, war es die Ölfelder in Baku vor der „Armee des Islams“ des Enver Pascha und vor den deutschen Truppen, die im benachbarten Georgien waren, zu schützen, und eine Konsolidierung der Bolschewiki im Kaukasus und Zentralasien zu stoppen.
Unfähig, die türkischen Truppen in der Schlacht um Baku zu stoppen, ließ Dunsterville die Stadt nach sechs Wochen Belagerung am 14. September räumen, um sich in den Iran zurückziehen. Ein Großteil der armenischen Bevölkerung floh mit den britischen Truppen. Die osmanische Armee des Islams und ihre aserbaidschanischen Alliierten, geführt von Nuri Pasch, betrat am 15. September Baku und tötete als Revanche für die März-Tage zwischen 10.000 und 20.000 Armenier. Die Hauptstadt der ADR zog dann endgültig von Gəncə nach Baku. Doch nach dem Waffenstillstand von Mudros zwischen Großbritannien und der Türkei vom 30. Oktober wurden die türkischen Truppen durch Alliierte ersetzt. Angeführt von General William Montgomery Thomson, der sich zum Militärgouverneur Bakus erklärte, kamen am 7. November 5000 Soldaten des Commonwealths in Baku an. Auf Thomsons Befehl wurde das Kriegsrecht in Baku verhängt.

### Konflikt mit Russland
Die ADR befand sich in einer schwierigen Lage. Es fühlte sich eingeengt zwischen dem Norden mit dem vorrückenden Kommandeur der russischen „Weißen“, Denikin, und dem unfreundlichen Iran im Süden. Die britische Administration war zwar nicht feindlich, aber gleichgültig gegen die Notlage der Muslime. Anfangs erkannte General Thomson die Republik nicht an, aber kooperierte aus taktischen Gründen mit ihr. Am 25. April 1919 brach ein gewalttätiger Protest, der von probolschewistischen talyschen Arbeitern organisiert wurde, in Lənkəran aus und setzte die Provisorische Militärdiktatur von Mughan, die von dem sowjetrussischen Oberst W.T. Suchorukow geführt wurde, ab. Am 15. Mai rief der Außerordentliche Kongress des Konzils der Abgeordneten der Arbeiter und Kleinbauern die Sowjetrepublik Mughan aus. Mitte 1919 war die Situation in Aserbaidschan mehr oder weniger stabil. Die britischen Truppen verließen das Land am 19. August 1919. So konnte die ADR ihre neutrale Politik im Russischen Bürgerkrieg fortsetzen. Am 16. Juni 1919 unterzeichneten die ADR und Georgien ein Verteidigungsabkommen gegen die weißen Truppen der Freiwilligenarmee Generals Denikin, die mit einer Offensive gegen beide Länder drohte. Denikin schloss mit Armenien ein militärisches Geheimabkommen. Die Demokratische Republik Armenien formte mit ihren Truppen das 7. Korps der Armee Denikins und stellte militärische Hilfe für die Weiße Armee zur Verfügung. Diese Tatsache verschärfte die Spannungen zwischen der ADR und Armenien. Trotzdem kam es nicht zu Kämpfen, weil Denikins Armee von der 11. Roten Armee komplett geschlagen wurde. Die Rote Armee begann ihre Truppen an der aserbaidschanischen Grenze zu konzentrieren.
Armenien und Aserbaidschan waren im Jahr 1919 mit dem Kampf um Bergkarabach beschäftigt. Die Kämpfe wurden im Februar 1920 heftiger und das Kriegsrecht in Bergkarabach eingeführt. Das Kriegsrecht wurde von der neu geformten Nationalen Armee unter General Samedbey Mehmandarov durchgesetzt.

## Die Sowjetisierung
Im März 1920 war klar, dass Sowjetrussland Baku annektieren würde. Lenin rechtfertigte die Invasion damit, dass das bolschewistische Russland ohne das Öl aus Baku nicht überleben könne. Nach allgemeiner Meinung in Moskau sollten die russischen Bolschewiki die Proletarier vor den konterrevolutionären Nationalisten schützen.
Nach einer großen politischen Krise trat die fünfte Regierung am 1. April 1920 zurück. Am 25. April überquerte die 11. Rote Armee die Grenze zu Aserbaidschan und zog am 27. April in Baku ein. Sie forderte die Auflösung des Parlaments und stellte eine bolschewistische Regierung unter Nariman Narimanow auf. Die Abgeordneten wurden dazu gedrängt so zu handeln, um Blutvergießen zu vermeiden, so dass am 28. April 1920 die ADR offiziell aufgelöst wurde.
Die Rote Armee traf auf wenig Widerstand in Baku, da andere Teile der aserbaidschanischen Armee in Bergkarabach gebunden waren. Auf Narimanows Initiative hin wurde die erste kommunistische Regierung, die nur aus Aserbaidschanern der linken Fraktionen wie Hummat und Adalet bestanden, aufgestellt. Im Mai 1920 gab es einen großen Aufstand in Gəncə gegen die 11. Armee mit der Absicht die Müsavat wieder an die Macht zu bringen. Der Aufstand wurde durch Truppen am 31. Mai niedergeschlagen. Führer der AXC flohen entweder nach Georgien, in die Türkei oder in den Iran oder wurden wie Mammed Amin Rasulzade wie die Generäle Selimow, Sulkewitsch, Agalarow von den Bolschewiki gefangen und hingerichtet. Mammed Amin Rasulzade aber durfte später das Land verlassen. Andere wie Fatali Khan Khoyski and Behbudagha Jawanshir wurden von armenischen Kämpfern ermordet. Die meisten der Studenten und Bürger im Ausland blieben dort und kehrten nie mehr in ihre Heimat zurück. Andere bekannte militärische Führer der AXC wie der alte Verteidigungsminister General Samedbey Mehmandarow und Vizeverteidigungsminister General Ali-Agha Schichlinski, der der „Gott der Artillerie“ genannt wurde, wurden zwar erst verhaftet, aber dann zwei Monate später durch die Mühen Nariman Narimanows entlassen. Die Generäle Mehmandarow und Schichlinsky verbrachten ihre letzten Jahre als Ausbilder der Armee der Aserbaidschanischen SSR.
Am Ende gaben die Aserbaidschaner ihre kurze Unabhängigkeit von 1918 bis 1920 nicht so schnell oder so leicht her. Etwa 20.000 Menschen starben, die der eigentlichen russischen Rückeroberung Widerstand leisteten. Die Bildung der Aserbaidschanischen SSR wurde dadurch erleichtert, dass es in der Bevölkerung, besonders unter den Industriearbeitern in Baku, Unterstützung für die bolschewistische Ideologie gab.

## Nachwirken

Flagge der Aserbaidschanischen SSR von 1920 bis 1921

Am 18. Oktober 1991 wurde das Land schließlich als Aserbaidschan von der Sowjetunion unabhängig. Jedoch wird jedes Jahr in Aserbaidschan am 28. Mai der Tag der Republik als Unabhängigkeitstag gefeiert. Das Land betrachtet sich als Rechtsnachfolger der Demokratischen Republik Aserbaidschan. Die Flagge und das Wappen Aserbaidschans entsprechen weitestgehend denen der Demokratischen Republik Aserbaidschan.